# Клар, Альфред (политик)
Альфред Клар (нем. Alfred Klahr; 16 сентября 1904, Вена — 1944, Варшава) — австрийский политик, теоретик марксизма, деятель коммунистического движения, участник австрийского движения Сопротивления во время Второй мировой войны, член Коммунистической партии Австрии, редактор, журналист, историк.
Доктор политологии (1928).

## Биография
Родился в еврейской семье. Его отец был хаззаном венской синагоги. Во время учёбы на факультете права и политических наук Венского университета увлёкся левой идеологией, стал членом коммунистической молодёжной организации (Kommunistischen Jugendverband). После окончания университета работал журналистом в центральном печатном органе КПГ «Rote Fahne», позже редактировал берлинскую газету «Красный флаг» («Rote Fahne»).
С 1930 года жил в Москве, где работал в Коминтерне, был представителем Коммунистического союза молодежи Австрии в Коммунистическом молодежном интернационале.
По возвращении стал заместителем главного редактора и редактором «Красного флага», который С июля 1933 года был запрещен австрийским режимом. После февральских боев в апреле 1934 года Клар был арестован и заключён в тюрьму (до середины декабря 1934). После его освобождения эмигрировал в Прагу, был журналистом в коммунистической газете «Weg und Ziel» («Путь и цель»).
С 1935 по 1937 год — преподавал в австрийском отделении Международной ленинской школы в Москве.
С 1938 года — после аншлюса и аннексии Чехословакии — активный участник антифашистской борьбы. Участник австрийского движения Сопротивления во время Второй мировой войны. После вторжения Гитлера в Чехословакию бежал в Париж, затем Брюссель, где временно возглавлял Австрийскую коммунистическую эмигрантскую группу. Под редакцией Клара газета «Красный флаг» печаталась в Бельгии и нелегально доставлялась в Австрию.
В мае 1940 года, когда вермахт вторгся в Бельгию, власти страны стали перевозить евреев и политических беженцев по железной дороге как «вражеских иностранцев» на юг Франции, где они интернировались в лагере Святого Сиприена. В августе 1940 года Клару удалось убежать с места заключения. Летом 1941 года он нелегально пересёк швейцарскую границу, после чего работал в Швейцарии на австрийское движение сопротивления. В начале сентября 1941 года он был арестован полицией Цюриха и передан французской полиции Виши, которая интернировала его в лагерь Ле Верне.
В августе 1942 года был брошен в концлагерь Освенцим (под фамилией Людвиг Локманис, заключенный № 58933). Там стал членом одной из групп Движения Сопротивления Аушвица (Kampfgruppe Auschwitz). 15 июня 1944 года Альфред Клар (вместе с польским коммунистом, членом ПРП, Стефаном Братковским) сумел бежать, но впоследствии был расстрелян СС в оккупированной нацистами Варшаве.
Впервые теоретически обосновал тезис о существовании австрийской нации, что противоречило широко распространённому мнению о национальной общности австрийцев и немцев, что позволило понять различие между клерикальным австрофашизмом и пангерманским фашизмом, каждый из которых является выражением интересов разных социальных классов.
Автор известной работы, написанной им в концлагере — Auschwitz text, в результате дебатов австрийского и немецкого коммунистов, узников концлагеря Освенцим.
12 сентября 1979 года А. Клар был посмертно награждён Австрийским федеральным правительством почётным знаком «За заслуги в освобождении Австрии».